# Dorfkirche Nostorf

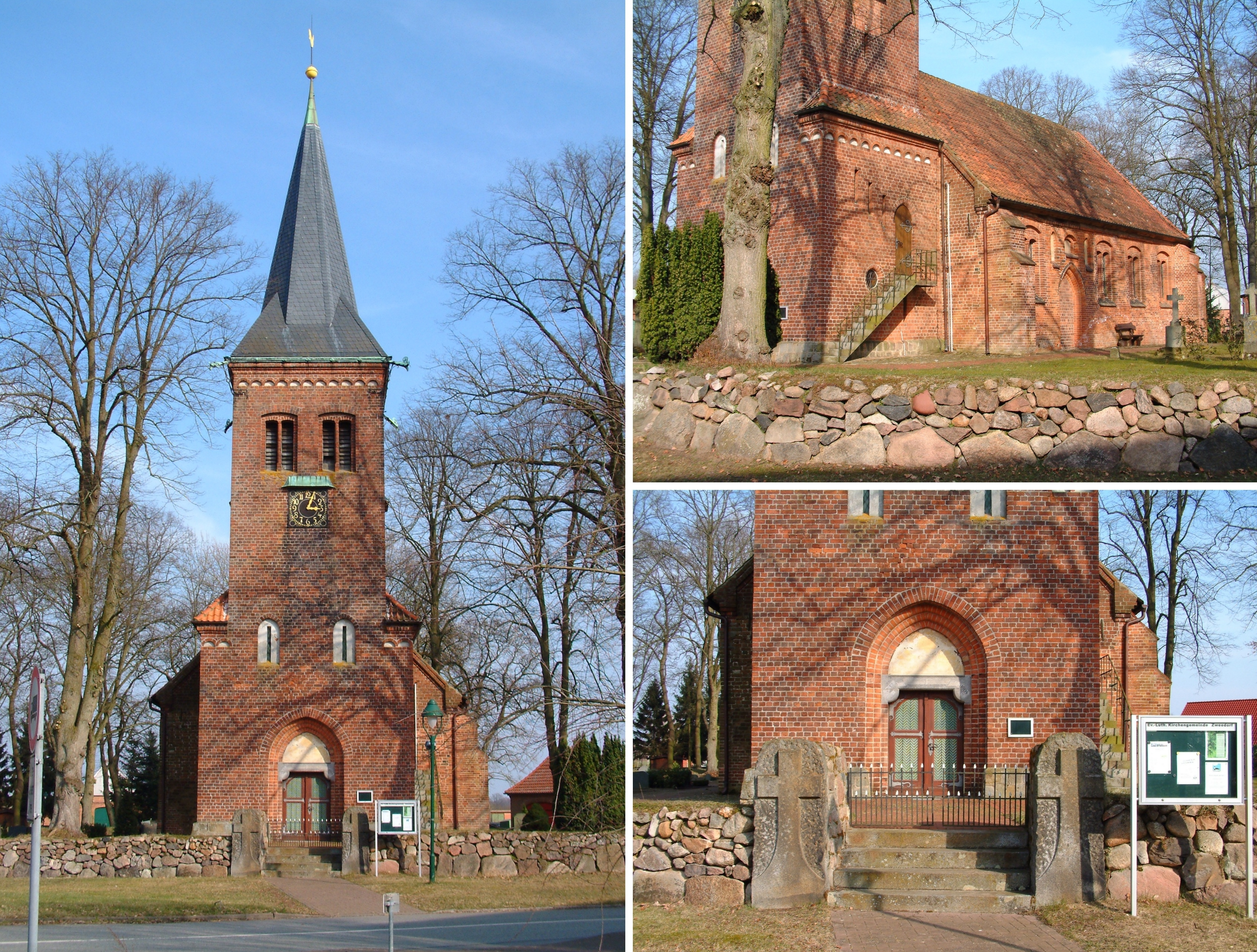
Dorfkirche Nostorf

Die Dorfkirche Nostorf ist eine Kirche der Kirchengemeinde Zweedorf im Kirchenkreis Mecklenburg der Evangelisch-lutherischen Kirche in Norddeutschland. Sie steht in Nostorf im Landkreis Ludwigslust-Parchim in Mecklenburg-Vorpommern.

## Geschichte
Am 2. Oktober 1483 weihte der Ratzeburger Bischof Johannes von Parkentin am Standort der heutigen Kirche eine Kapelle als Filia der St.-Georgs-Kirche zu Zweedorf zu Ehren des heiligen Laurentius. Die darüber ausgestellte Urkunde entdeckten Arbeiter 1863 bei Umbauarbeiten unter dem steinernen Altar der Kapelle im Erdreich. Sie befand sich in einem gläsernen Zylinder und wurde mit einer neuen Urkunde im gleichen Jahr unter dem neuen Altar wieder eingemauert.
Die Kapelle wurde im Rahmen dieser Arbeiten zu einer neugotischen Backsteinkirche mit einem Chorschluss aus dem Zwölfeck umgebaut. In der Nordmauer befindet sich ein Mauerrest aus der ursprünglichen Kapelle, der an der Abwechslung aus wendischem und polnischen Verband zu erkennen ist.
Der ursprünglich freistehende hölzerne Glockenturm wurde 1904 durch einen Backsteinturm ersetzt. Eine der darin aufgenommenen Glocken trug das Datum 1591, die andere enthielt noch eine Altslawische Inschrift. 1944 wurden beide Glocken zum Einschmelzen abtransportiert und gingen auf dem Hamburger Glockenfriedhof verloren. Bereits Mitte der 1950er Jahre wurde eine neue Glocke angeschafft.
1999 wurden das Dach des Turmes und des Kirchenschiffes sowie zwei Außenpfeiler und die den Kirchhof umgebende Friedhofsmauer mit Patronatsmitteln sowie einem Zuschuss der Gemeinde Nostorf erneuert. Bis 2006 erfolgte eine umfangreiche Sanierung des Gebäudeinneren, der Orgel und der Einbau eines elektronischen Läutewerkes.

## Ausstattung
Im Inneren finden sich unter einer flachen Bretter- und Balkendecke mit Ornamenten in rot, blau und beige ein Triptychonaltar auf steinernem Altartisch mit holzgeschnitzter Altarschranke und eine reich verzierte Kanzel mit Schalldeckel. Die 1890 eingebaute Frieseorgel mit vier Registern und angehängtem Pedal wurde noch bis 2005 mittels Blasebalg betrieben. Im Rahmen der Generalüberholung durch den Orgelbaumeister Arnold aus Plau am See erfolgte die Umrüstung auf einen elektronischen Winderzeuger. Im Altarbereich sind verschiedene Grabplatten in den Fußboden eingelassen.